# TAP葡萄牙航空

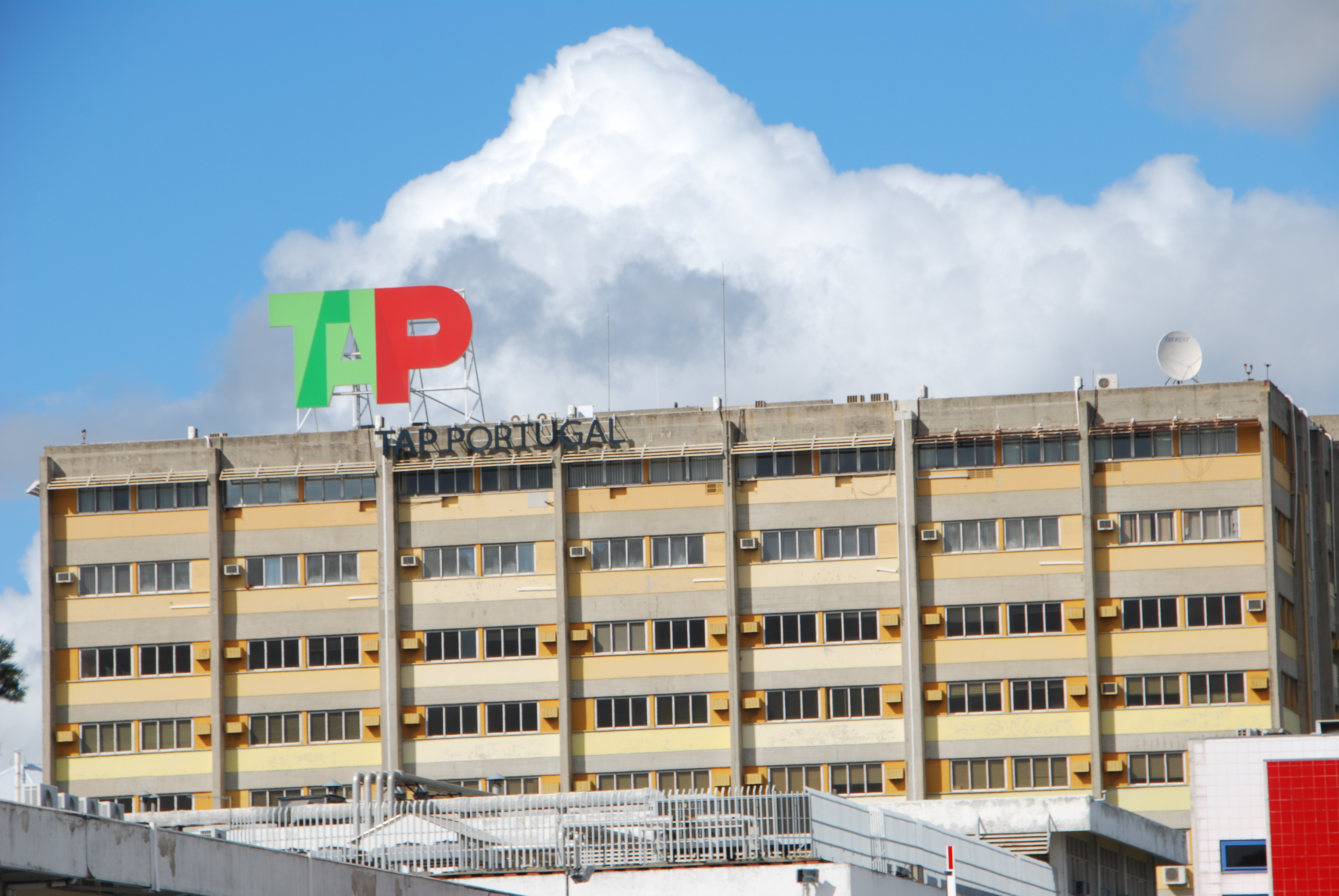
TAP葡萄牙航空的總部

葡萄牙航空股份有限公司（葡萄牙語：Transportes Aéreos Portugueses, S.A.），國際通稱TAP葡萄牙航空（TAP Air Portugal），中文簡稱葡航，是葡萄牙的國家航空公司，以里斯本機場為樞紐及公司總部。TAP葡萄牙航空亦是星空聯盟的成員，主要業務是經營葡萄牙國內、歐洲、非洲、美洲、巴西的航線。

## 歷史
TAP葡萄牙航空成立於1945年3月14日，在1946年9月19日開展由里斯本至馬德里的商業航線。同年12月31日擴展至12個地區，包括安哥拉、莫桑比克等。
1947年開展里斯本到波爾圖的內陸航線；2年後開展倫敦至聖多美普林西比。
1964年迎來了開業以來的第100萬乘客。
1969年開拓以紐約、波士頓為主的美洲的業務。
1996年開始至澳門及曼谷的航線，但因載客量少，因此在翌年取消相關的業務；2006年底曾有意重開至澳門航線，但不了了之。
2005年加入星空联盟。
2017年增加11條航線，其中部分航線以前由該航空公司運營：科特迪瓦阿比讓、西班牙阿利坎特和拉斯帕尔马斯、羅馬尼亞布加勒斯特、匈牙利布达佩斯、德國科隆和斯图加特、摩洛哥非斯、多哥洛美、英國倫敦城市機場和加拿大多伦多。
TAP葡萄牙航空曾持有下列航空公司的股份：
- 聖多美和普林西比航空 （曾持有其40%股份，该公司于2006年在其唯一一架且是由TAP葡萄牙航空提供的飞机坠毁后终止了运营）
- 澳門航空（15%）。

## 機隊

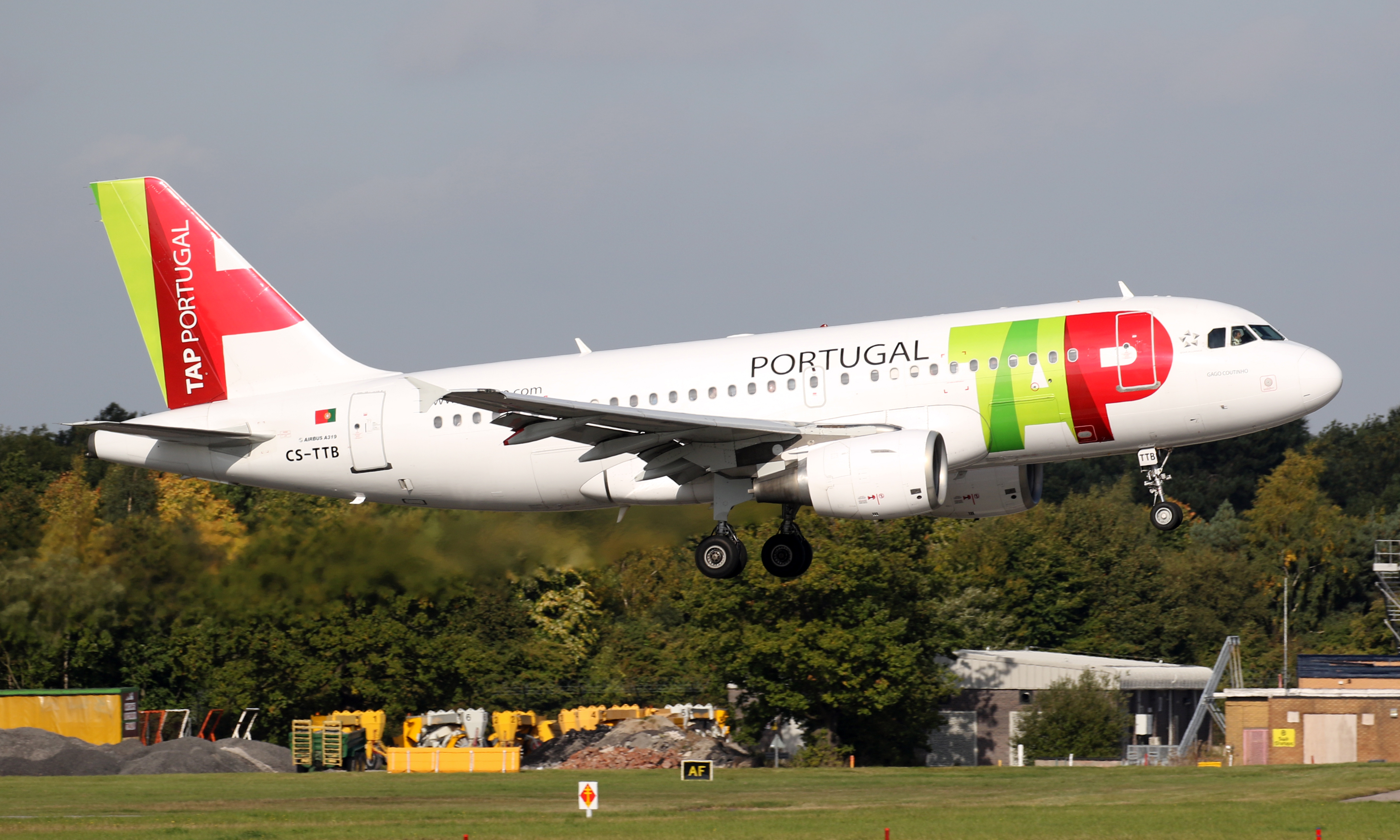
空中巴士A319-100

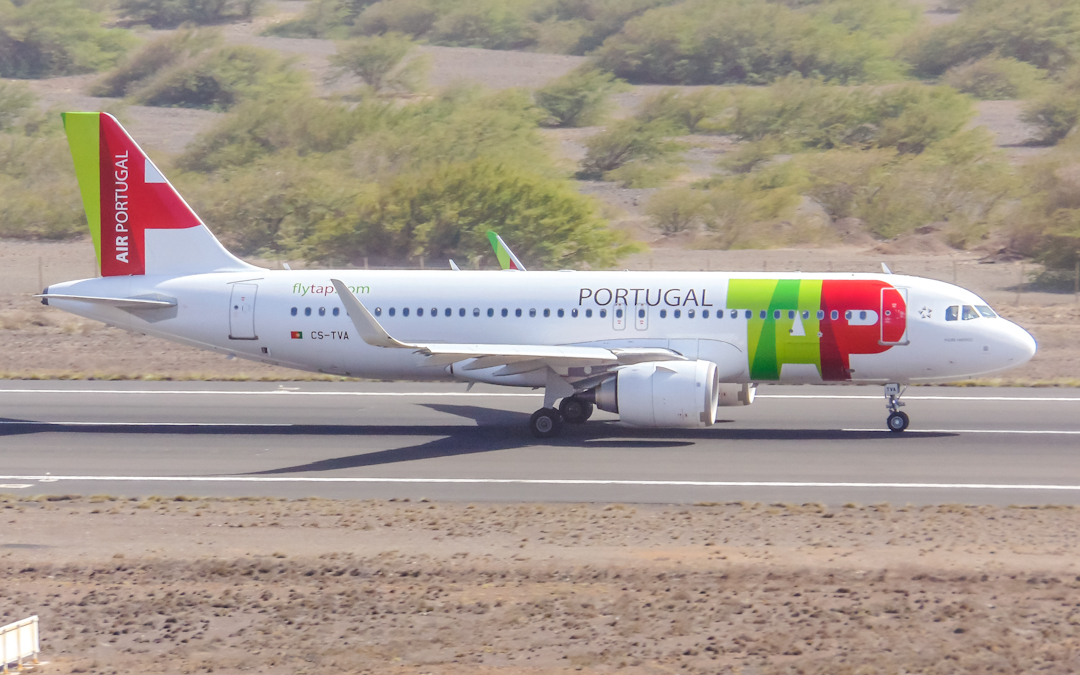
空中巴士A320neo

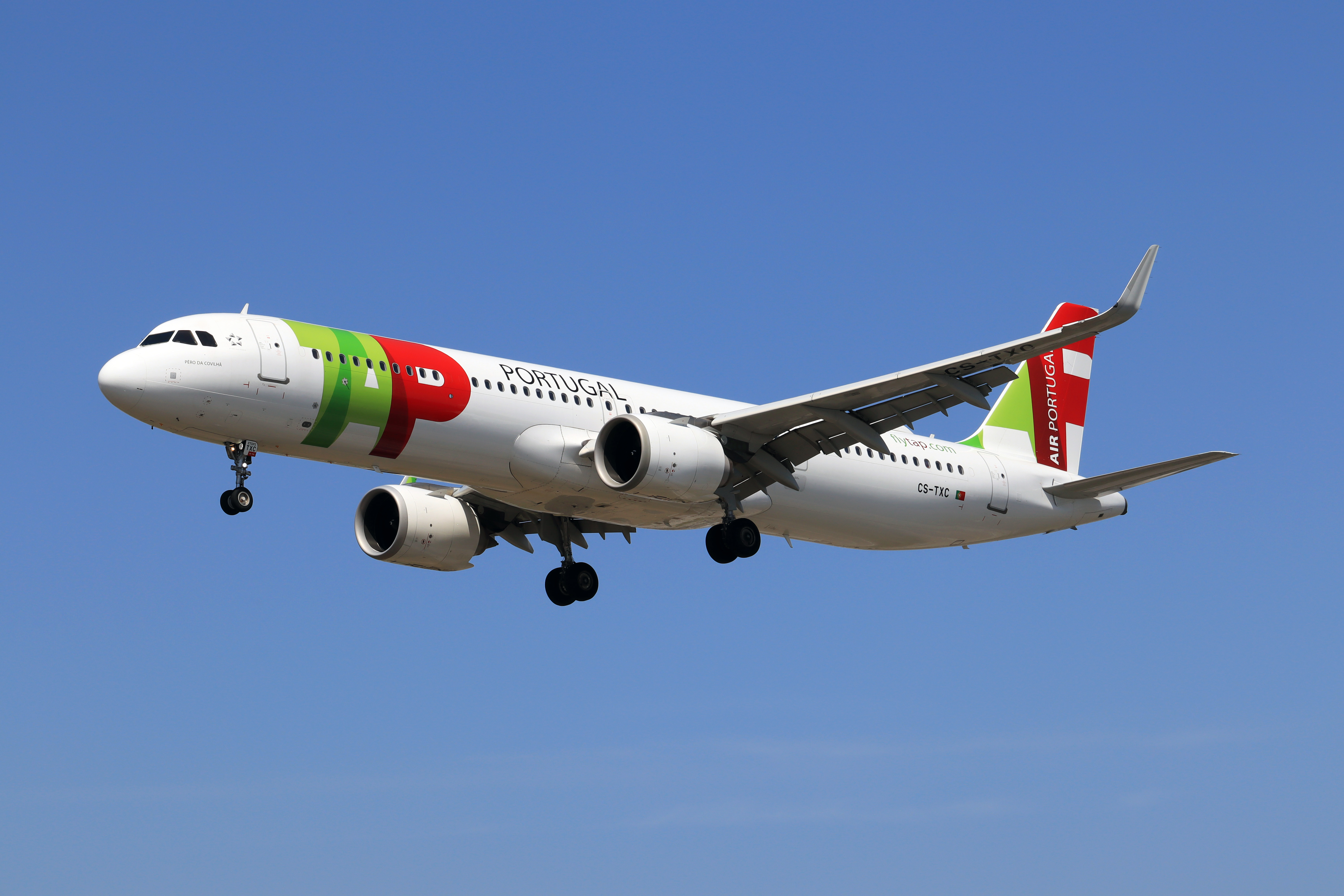
空中巴士A321neo

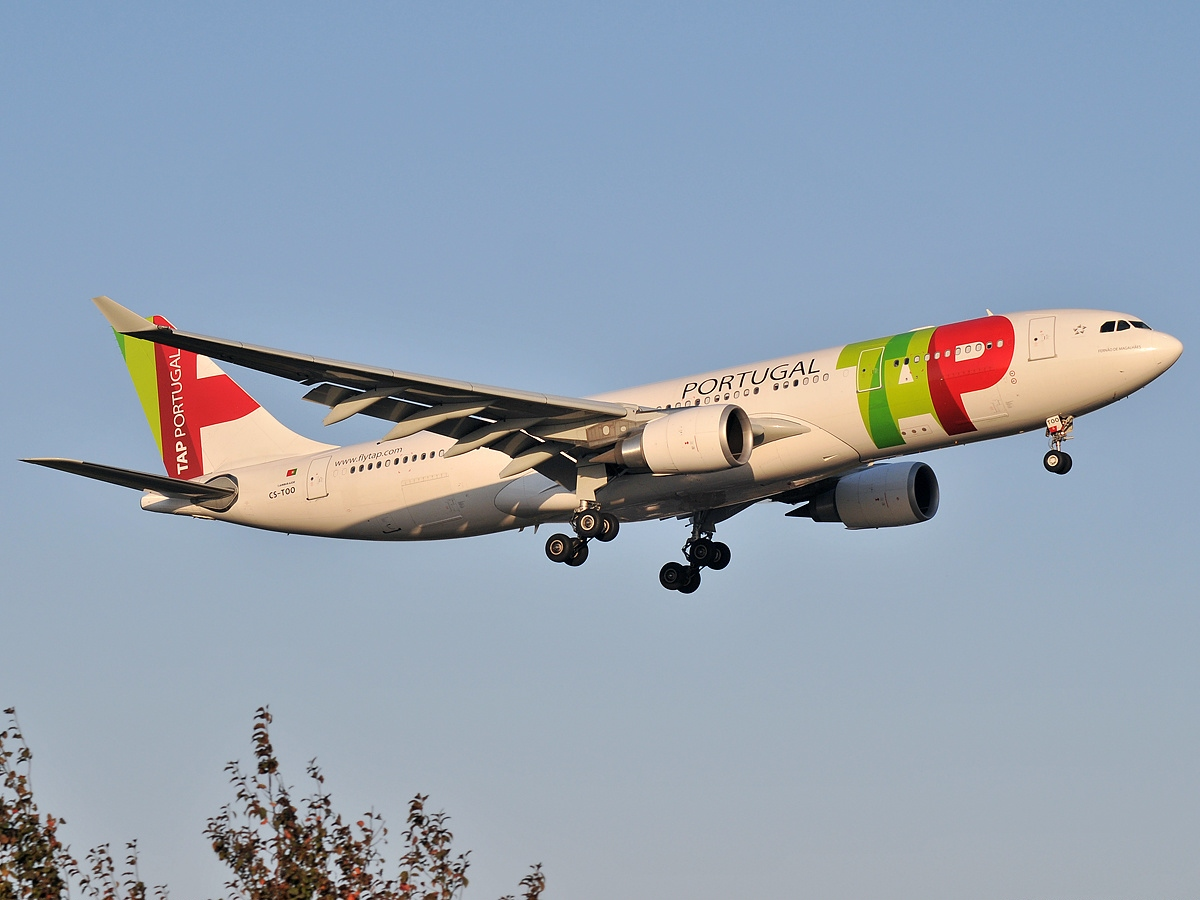
空中巴士A330-200

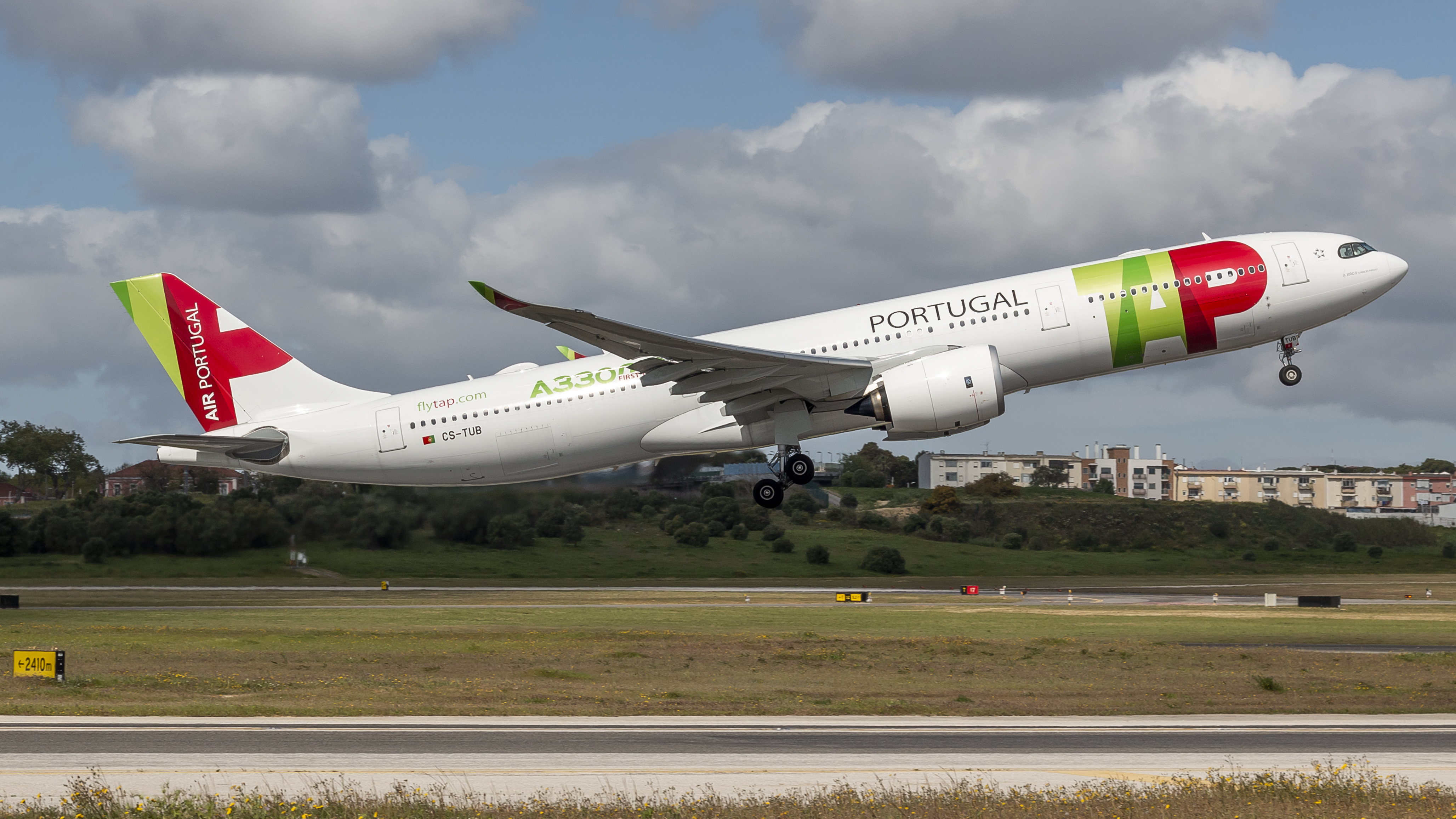
空中巴士A330-900neo

### 現役機隊
截至2021年6月，TAP葡萄牙航空擁有以下飛機 ：

### 已退役機型
- 卡拉維爾客機（服役期：1962-1969）
- 空中巴士A310-300（服役期：1988-2008）
- 波音707-320B（服役期：1965-1990）
- 波音727-100（服役期：1967-1989）
- 波音727-200（服役期：1975-1991）
- 波音737-200（服役期：1983-1999）
- 波音737-300（服役期：1988-2001）
- 波音747-200（服役期：1972-1984）
- L-1011（服役期：1983-1997）
- L-1049（服役期：1953-1967）
- 德哈維蘭加拿大 DHC-6 雙水獺（服役期：1979-未知）
- 道格拉斯DC-3（服役期：1949-1959）
- 道格拉斯DC-4（服役期：1947-1960）

## 外部連結
- 官方网站
- TAP葡萄牙航空的Facebook專頁
- TAP葡萄牙航空的Instagram帳戶
- YouTube上的TAP葡萄牙航空頻道